# Joachim Beuckelaer
Joachim Beuckelaer (Anversa, 1530 – Anversa, 1575) è stato un pittore fiammingo.

## Biografia
Allievo di Pieter Aertsen, suo zio, se ne distacca però per lo stile volutamente di tipo popolaresco, spesso banale nella composizione,per la robusta mano, per il gusto del bel particolare d'effetto; subì le influenze del manierismo di Anversa, con tutti i suoi accademismi, anche di derivazione veneta e toscana. Alcune sue opere sono conservate in Italia (Galleria degli Uffizi a Firenze; Museo nazionale di Capodimonte a Napoli; Palazzo Bianco a Genova), ed ebbero la loro influenza su alcuni pittori italiani di Cinque e Seicento. Fra le sue opere si ricordano il Figliol prodigo (Anversa, Museo) e il Porco squartato (Colonia, Wallraf-Richartz Museum), entrambe del 1563, e il Cristo con Marta e Maria (1565, Stoccolma, Museo Nazionale).

## Opere
- Mercato, Palazzo Bianco, Genova.